# Typhlarmadillidium trebinjanum
Typhlarmadillidium trebinjanum är en kräftdjursart som beskrevs av Karl Wilhelm Verhoeff 1900. Typhlarmadillidium trebinjanum ingår i släktet Typhlarmadillidium och familjen klotgråsuggor. Inga underarter finns listade i Catalogue of Life.